# Engel der Verlorenen
Engel der Verlorenen (jap. 醉いどれ天使, Yoidore Tenshi, dt. „der trunkene Engel“) ist ein japanischer Tōhō-Spielfilm aus dem Jahr 1948 unter der Regie von Akira Kurosawa.

## Handlung
In einer unbenannten Stadt im Nachkriegsjapan treffen ein Doktor mit Alkoholproblem und ein verletzter Gangster aufeinander. Die sich zwischen beiden entwickelnde Beziehung sowie das Gangstertum und die gesellschaftliche, moralische Situation Japans sind Hauptgegenstände des Films.

## Sonstiges
Der Film ist die erste Zusammenarbeit Toshirō Mifunes und Kurosawas, gleichzeitig ist es auch die erste Hauptrolle Mifunes. Kurosawa sagte über diesen Film, dass er der erste gewesen sei, den er wirklich selbst machen konnte.